# Бовецо
Бовецо (итал. Bovezzo) је насеље у Италији у округу Бреша, региону Ломбардија.
Према процени из 2011. у насељу је живело 7469 становника. Насеље се налази на надморској висини од 191 м.

## Становништво
| 1931. | 1936. | 1951. | 1961. | 1971. | 1981. | 1991. | 2001. | 2011. |
| ----- | ----- | ----- | ----- | ----- | ----- | ----- | ----- | ----- |
| 1.475 | 1.524 | 1.788 | 1.815 | 3.413 | 6.106 | 7.254 | 7.407 | 7.483 |